# Jürgen W. Heike

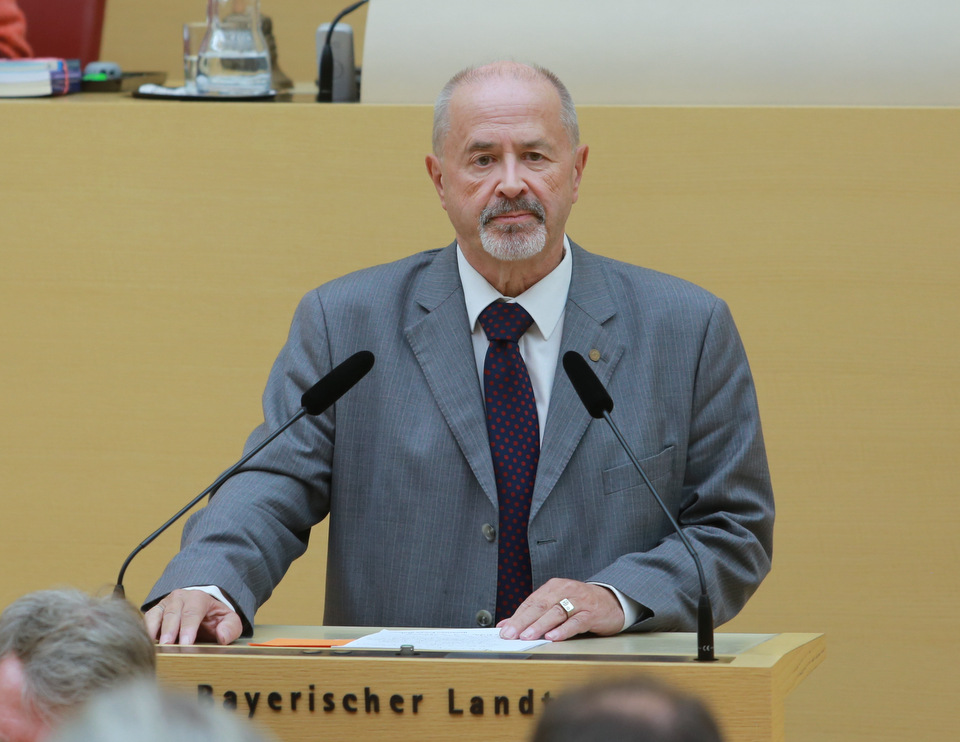
Jürgen W. Heike (2017)

Jürgen W. Heike (* 9. März 1949 in Neustadt bei Coburg; † 15. März 2022 ebenda) war ein deutscher Politiker (CSU).

## Ausbildung und Beruf
Heike absolvierte sein Abitur am Arnold-Gymnasium in Neustadt bei Coburg, wo er 1966 auch der Ferienverbindung Neapolitania beitrat. Er studierte anschließend Rechtswissenschaften an der Friedrich-Alexander-Universität Erlangen-Nürnberg und hatte von 1976 bis 2003 eine Anwaltskanzlei in Neustadt bei Coburg.

## Politik
Seine politische Karriere startete Heike als Orts- und Kreisvorsitzender der Jungen Union, deren Landes- und Bundesvorstand er seit 1972 angehörte.
1992 übernahm Heike den Kreisvorsitz der CSU Coburg-Land und zog 1994 in den Bayerischen Landtag ein, dem er bis 2018 angehörte. Dort war Heike unter anderem Mitglied im Präsidium, im Ausschuss für Kommunale Fragen und Innere Sicherheit, im Parlamentarischen Kontrollgremium, sowie im Schreiber-Untersuchungsausschuss.
Nach der Landtagswahl 2003 wurde Heike zum Staatssekretär im Staatsministerium für Arbeit und Sozialordnung, Familie und Frauen in die Bayerische Staatsregierung berufen. Anschließend gehörte er dem Kabinett des Bayerischen Ministerpräsidenten Günther Beckstein (16. Oktober 2007 bis 27. Oktober 2008) als Staatssekretär im Staatsministerium des Innern an. Er vertrat den Stimmkreis Coburg im Landtag.
Heike kandidierte im März 2008 zum zweiten Mal als Landrat im oberfränkischen Coburg, unterlag jedoch in der Stichwahl seinem SPD-Konkurrenten Michael C. Busch. Erstmals war er von der CSU Coburg-Land 1984 erfolglos gegen den damals amtierenden Landrat Helmut Knauer (SPD) ins Rennen geschickt worden.
Seit der Landtagswahl 2008 war Heike nicht mehr im Kabinett vertreten. Er war zuletzt (Wahlperiode 2013–2018) im Landtag Mitglied des Ausschusses für Verfassung, Recht, Parlamentsfragen und Verbraucherschutz, der Richter-Wahl-Kommission und Vorsitzender des Parlamentarischen Kontrollgremiums.
Politische Mandate hatte Heike im Stadtrat seiner Heimatstadt Neustadt bei Coburg sowie im Kreistag des Landkreises Coburg bis 2020 inne und schied mit Beginn der neuen Legislatur aus beiden Gremien aus.
Jürgen W. Heike war verheiratet und hat drei erwachsene Kinder. Er starb nach langer schwerer Krankheit.

## Auszeichnungen
- 2007: Bayerischer Verdienstorden
- 2010: Bayerische Verfassungsmedaille in Silber
- 1. Februar 2019: Bayerische Verfassungsmedaille in Gold